# Strophanthus hispidus
Strophanthus hispidus DC., 1802 è una pianta erbacea della famiglia delle Apocynacee, originaria dell'Africa.

## Descrizione
Ha portamento lianoso o cespuglioso.
Le foglie sono opposte, ellittiche e coperte di peli.
Il frutto è un follicolo doppio con semi piccoli fusiformi muniti di un ciuffo di peli, da cui deriva la droga della pianta.

## Proprietà
I principi attivi sono dei glicosidi come la strofantina-G, dotati di attività cardiotonica e diuretica.